# Hajk (jezioro)
Hajk (amh. ሐይቅ) – słodkowodne jezioro w północnej Etiopii, ok. 20 km na północ od miasta Desje w regionie Amhara. Ma długość 6,7 km i 6 km szerokości, powierzchnia wynosi 23 km². W pobliżu znajduje się miejscowość Hajk, nazwana tak od jeziora.